# Toscha Seidel
Toscha Seidel (Odessa, 17 novembre 1899 – Rosemead, 15 novembre 1962) è stato un violinista statunitense di origine russa.
Divenne noto per un suono intensamente “caldo”, romantico e con un “rubato” unico.

## Biografia
Toscha Seidel a sette anni iniziò a studiare il violino nella città natale, con Max Fiedelmann, poi al Conservatorio Stern di Berlino, con Adolf Brodsky e al Conservatorio di San Pietroburgo, con Leopold Auer, diplomandosi nel 1912. Debuttò nel 1915 a Christiania (Oslo) nel Concerto di Pëtr Il'ič Čajkovskij e da allora tenne concerti in Europa, Stati Uniti, Sud-America, Australia.
Nel 1918 si trasferì negli Stati Uniti, e dal 1924 ottenne la cittadinanza americana, stabilendosi a Los Angeles. Si avvicinò alla nascente industria del cinema di Hollywood dove fece carriera negli studi cinematografici collaborando a diverse colonne sonore di produzioni hollywoodiane, tra cui i film Intermezzo (1939) e Melody for Three (1941).
Seidel dal 1924 utilizzò lo Stradivari “Da Vinci” del 1714. Egli era in possesso di altri violini: un Giovanni Battista Guadagnini del 1786 (ora noto come l' “Ex-Seidel”), e un Jean-Baptiste Vuillaume del 1869, copia dello Stradivari  “Alard”.
È morto a Rosemead (Los Angeles) nel 1962.